# Йоан Дука (син на епирския деспот Михаил II Комнин)
Йоан Дука (на гръцки: Ἰωάννης Δούκας; на латински: Iohannes Doukas; † ок. 1281/1289) е вторият син на Михаил II Комнин Дука (1205 – 1266/1268), деспот на Епир и Тесалия (управлявал 1230 – 1268), и съпругата му Теодора Петралифина (1225 – сл. 1270), дъщеря на севастократор Йоан Петралифа.
Брат е на Никифор I Комнин, Димитър Дука Комнин Кутрулес, на Елена Дукина, омъжена за сицилианския крал Манфред фон Хоенщауфен, и полубрат на Йоан I Дука.
През 1261 г. майка му го завежда във византийския двор в Константинопол. Там Йоан Дука се жени през 1262 г. за втората дъщеря на севастократор Константин Комнин Торникий (ок. 1220 – ок. 1274), управител на Солун.  Нейната сестра се омъжва (ок. 1259) за севастократор, деспот Йоан Палеолог (1225/1230 — 1273/1274), брат на византийския император Михаил VIII Палеолог.
Йоан Дука и Торникина имат една дъщеря:
- Елена Дукина Торникина Комнина, омъжена ок. 1288 г. за Алексий Раул († 1303).

През 1280 Йоан Дука е арестуван и ослепен по заповед на Михаил VIII. Самоубива се около 1289 г.